# Templo de Júpiter (Damasco)

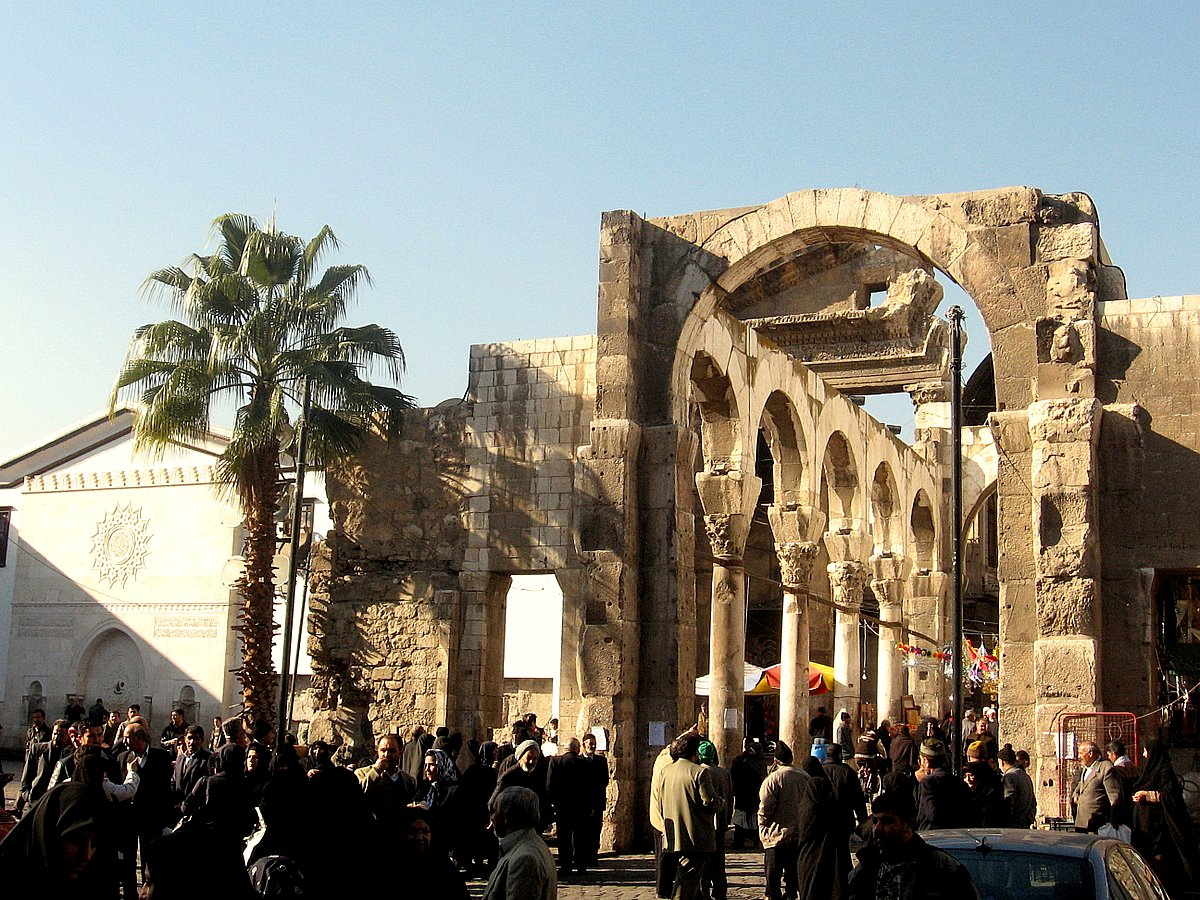
Ruinas del templo de Júpiter en la entrada del Al-Hamidiyah Souq

El Templo de Júpiter de Damasco fue construido por los romanos, comenzado durante el gobierno de César Augusto y terminado durante el gobierno de Constancio II.
En el lugar antiguamente hubo un  templo arameo dedicado a Hadad. Los romanos asociaban a Hadad con  Júpiter, así que reconstruyeron el templo en su nombre. El templo atraía a grandes multitudes durante los festivales y Damasco se hizo famosa por ser la ciudad de Júpiter
Teodosio I transformó el templo en iglesia y la dedicó a Juan el Bautista.  Después de que los musulmanes tomasen Damasco en 635, la iglesia fue compartida durante setenta años, pero finalmente Walid I la transformó en mezquita, la Mezquita de los Omeyas.

## Construcción
Se cree que el atrio interior (o temenos) fue completado poco después del final del reinado de Augusto, en 14 d. C. Estaba rodeado por otro atrio o patio (peribolos) que incluía un mercado, y fue construido en varias etapas según la disponibilidad de fondos  y completado a mediados del primer siglo. Entonces se construyó la puerta oriental o propileo . El final del segundo siglo, durante el reinado de Septimio Severo, fue testigo de importantes mejoras de un estilo más ostentoso.

## Arqueología e interpretación
Richard Pococke publicó en 1745 un plano del recinto del templo  en su obra A Description of the East and Some other Countries, Vol. II (Descripción del este y otros países, vol. II ). En 1855 el reverendo Josias Porter publicó un plano indicando 40 columnas o fragmentos de columnas que todavía quedaban entre las casas de la zona. En 1921 Wulzinger y Watzinger hicieron un plano en el que indicaban el peribolos de 350 metros por 450 metros.